# Tempo guadagnato
Tempo guadagnato è un saggio politico di Wolfgang Streeck. Il titolo originale è Gekaufte zeit, che significa letteralmente “tempo comprato”: si riferisce alla pratica, attuata dagli Stati occidentali, di rinviare e posticipare gli esiti del neoliberismo, onde disinnescare il conflitto sociale, “comprando” questo tempo con l’aiuto del denaro.
Il libro è sostanzialmente una interpretazione della crisi economica del 2008, che l’autore inquadra come l’ultima tappa di una crisi del capitalismo che risale già agli anni Settanta. Tale crisi è stata appunto rinviata, per garantire consenso al progetto neoliberista, con varie modalità, tra loro cronologicamente successive:
- L’inflazione, che consente crescite salariali superiori alla crescita della produttività
- Il debito pubblico, che rende disponibili ai governi risorse non ancora incassate dalle entrate fiscali
- L’indebitamento privato, che concede ai consumatori un potere d’acquisto anticipato
- L’intervento delle banche centrali per acquistare, con moneta fiat, titoli pubblici e privati

Ogni soluzione rappresenta un’illusione di crescita e di benessere, e risulta fallimentare e provvisoria perché poi il problema di fondo si ripropone in altra forma.
Il periodo dagli anni Settanta ad oggi è caratterizzato, secondo l’autore, dalla liberazione del capitalismo dai vincoli che gli erano stati imposti dopo il 1945 per renderlo sostenibile, ossia dal passaggio da un’economia mista di stampo keynesiano (caratterizzata da uno Stato interventista, ampi settori pubblici, stabilità e piena occupazione, sindacati forti e diritti dei lavoratori), ad un sistema “hayekiano”. Il primo intende perseguire la giustizia sociale, i secondo si limita alla “giustizia del mercato”, ovvero una distribuzione dei beni in base ai soli esiti del mercato.
Tale passaggio viene anche descritto come rottura del matrimonio tra capitalismo e democrazia: una “de-democratizzazione del capitalismo attraverso la de-economizzazione della democrazia” . La democrazia, impossibilitata a influire sulle decisioni economiche, diviene post-democrazia. Capitalismo e democrazia secondo l’autore stanno infatti in opposizione e, in assenza di un compromesso, le loro strade tendono a separarsi.
In tale processo lo Stato attraversa varie fasi:
- lo Stato fiscale, il quale attinge le sue risorse dalle tasse
- lo Stato debitore, che si finanzia non più solo con le imposte dei cittadini, ma anche con i prestiti dei creditori; questi ultimi (i “mercati”) acquisiscono i poteri di una sorta di seconda cittadinanza, con interessi divergenti rispetto al popolo nazionale
- lo Stato “consolidato”, il quale tenta di ridurre il debito pubblico tramite misure di austerità

Come prototipo dello Stato consolidato, ultima tappa del neoliberismo, viene indicata l'Unione Europea, la quale ha realizzato un’internazionalizzazione della politica economica, laddove la democrazia è rimasta circoscritta a livello nazionale, il che ha neutralizzato le pressioni dal basso e le “interferenze” della politica nei confronti dei mercati.
Streeck giudica l’introduzione della moneta unica un errore politico, in quanto, introdotta nonostante l’estrema eterogeneità dei paesi, priva quelli meno competitivi dello strumento della svalutazione e quindi della possibilità di riequilibrare la bilancia commerciale senza penalizzare i redditi dei lavoratori. In alternativa egli propone il ripristino delle monete nazionali, in un sistema di cambi come quelli previsti a Bretton Woods, ossia con cambi fissi ma aggiustabili in modo flessibile.

## Edizioni
- (DE) Wolfgang Streeck, Gekaufte Zeit : die vertagte Krise des demokratischen Kapitalismus, Berlino, Suhrkamp, 2013, ISBN 9783518585924.
- Wolfgang Streeck, Tempo guadagnato : la crisi rinviata del capitalismo democratico, traduzione di Barbara Anceschi, Milano, Feltrinelli, 2013, ISBN 9788807104947.